# Matthias Dörsam

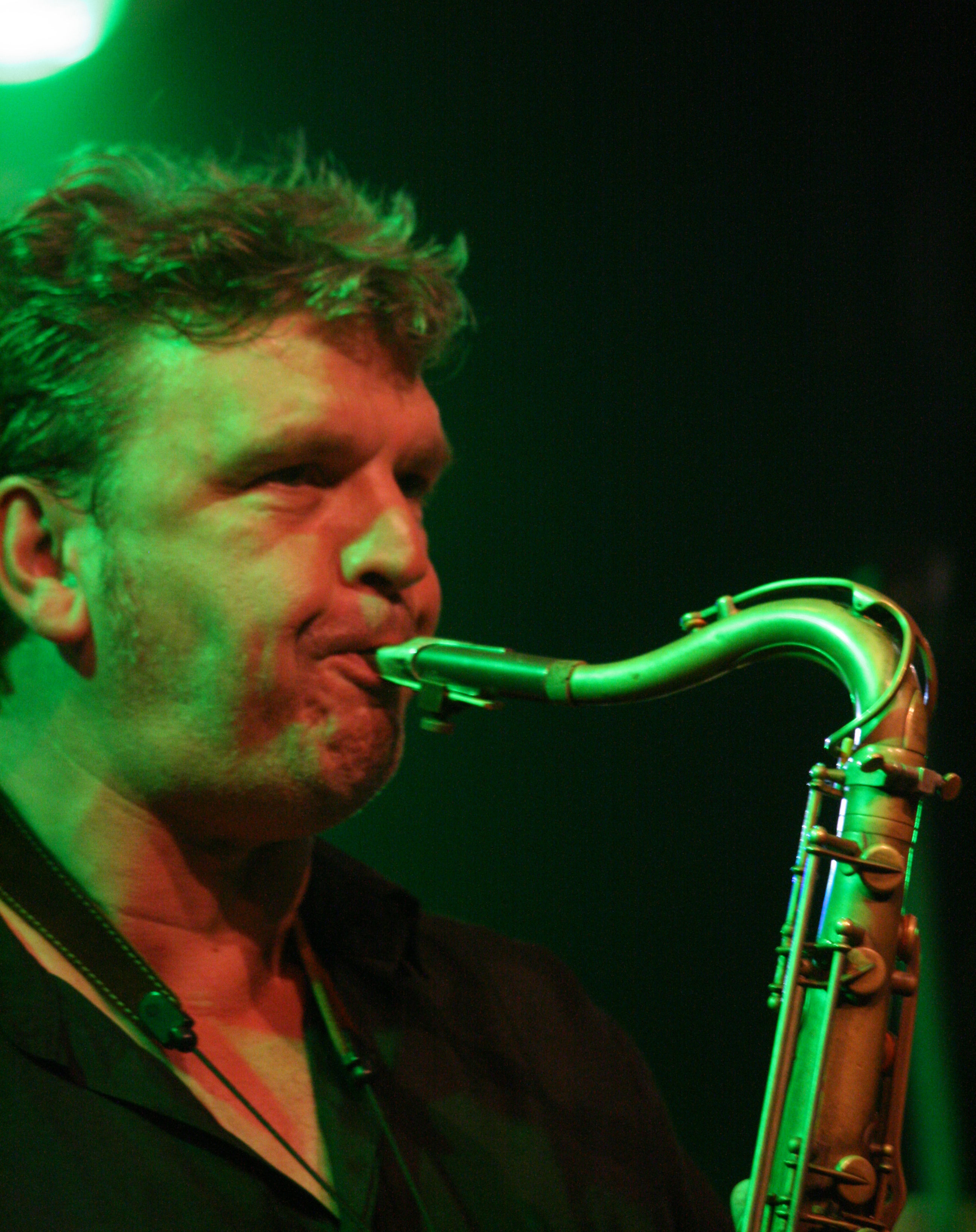
Matthias Dörsam 2010 in einem Konzert der Rodgau Monotones

Matthias Dörsam (* 1960 in Mannheim) ist ein deutscher Musiker (Saxophone, Klarinette, Flöte) des Modern Jazz und Komponist.

## Leben und Wirken
Dörsam, der aus einer musikalischen Familie stammt (der Musiker Adax Dörsam ist sein Bruder), studierte an der Hochschule für Musik und Darstellende Kunst Mannheim und der Swiss Jazz School in Bern. Er arbeitete mit Woody Shaw, Art Farmer, der Big Band von Thilo Wolf  und der hr-Bigband. Mit eigenem Quartett präsentierte er die CD „Live In Strasbourg“, mit der Frankfurt City Blues Band das Album „Don’t Tell My Mother“. Er war Mitglied der Mardi Gras bb, mit der er die Alben „Live Im Capitol“, „Movement“ und „Big Brass Bed“ einspielte, und ist Mitglied der Rodgau Monotones und von Dirik Schilgens Jazz Grooves. Weiter wirkte er an Alben von Jens Bunge, Pe Werner, DePhazz, Lydie Auvray, Joana, Schramml'n'Slide und Sydney Youngblood mit. Als Komponist schrieb er auch ein „Konzert für Jazzband und Orchester“ und „Old World New World“, ein Konzert für Marching Band und Symphonisches Blasorchester.
2023 war er bundesweit mit Clemens Bittlinger, einem Pfarrer, auf Konzerttour in deutschen Kirchen.

## Lexigraphische Einträge
- Martin Kunzler: Jazz-Lexikon. Band 1: A–L (= rororo-Sachbuch. Bd. 16512). 2. Auflage. Rowohlt, Reinbek bei Hamburg 2004, ISBN 3-499-16512-0.